# 유리 테미르카노프
유리 하투예비치 테미르카노프(러시아어: Ю́рий Хату́евич Темирка́нов, 카바르다어: Темыркъан Хьэту и къуэ Юрий, 1938년 12월 10일 ~ 2023년 11월 2일)는 인민예술가 칭호를 받은 소련과 러시아의 지휘자이다.

## 어린 시절
1938년 북캅카스 도시인 날치크에서 태어난 테미르카노프는 레닌그라드 영재 학교에서 바이올린과 비올라를 계속 공부했다. 그의 형인 보리스 테미르카노프 역시 지휘자였다.

## 경력
1968년에 그는 당시 이름이 바뀐 레닌그라드 심포니의 수석 지휘자로 임명되었고, 1976년 키로프 오페라 및 발레의 음악 감독으로 임명될 때까지 그 자리를 유지했다.
테미르카노프는 1988년 소련–아프가니스탄 전쟁이 끝난 후 소련과의 문화 관계가 재개된 이후 미국에서 공연이 허용된 최초의 소련 예술가였다.
테미르카노프는 1988년 상트페테르부르크 필하모니의 예술 감독 겸 수석 지휘자가 되었다. 그는 2000년부터 2006년까지 볼티모어 심포니 오케스트라의 음악 감독을 역임했다. 그는 덴마크 방송 교향악단의 수석 객원 지휘자였으며 런던의 로열 필하모니 관현악단의 명예 지휘자였다. 2015년, 라 페니체 극장은 테미르카노프에게 '음악을 위한 삶' 상(비공식적으로는 음악가를 위한 노벨상으로 알려짐)을 수여했다.

## 사망
유리 테미르카노프는 2023년 11월 2일 84세의 나이로 사망했다.

## 논란
테미르카노프는 여성이 본질적으로 약해서 클래식 지휘자로는 적합하지 않다고 말해 주목을 받았다. 2016년 인터뷰에서 그는 다음과 같이 말했다.
"네, 여성도 지휘자가 될 수 있습니다. 저는 그들이 지휘하는 것에 반대하지 않습니다. 하지만 저는 단지 그것을 좋아하지 않을 뿐입니다."

## 영예 및 수상
- 1998년 러시아 연방 국립상 문학 및 예술 부문 (1999년 6월 4일) – 쇼스타코비치 명의 상트페테르부르크 필하모니 협회 학술 심포니 오케스트라의 1995–1998년 콘서트 프로그램
- 2002년 러시아 연방 대통령 문학 및 예술상 (2003년 2월 13일)
- 6432 테미르카노프 소행성은 지휘자의 이름을 따서 명명되었다 (1975년)
- 욱일장, 3등급, 경식 욱일대수장 (2015년)

## 갤러리

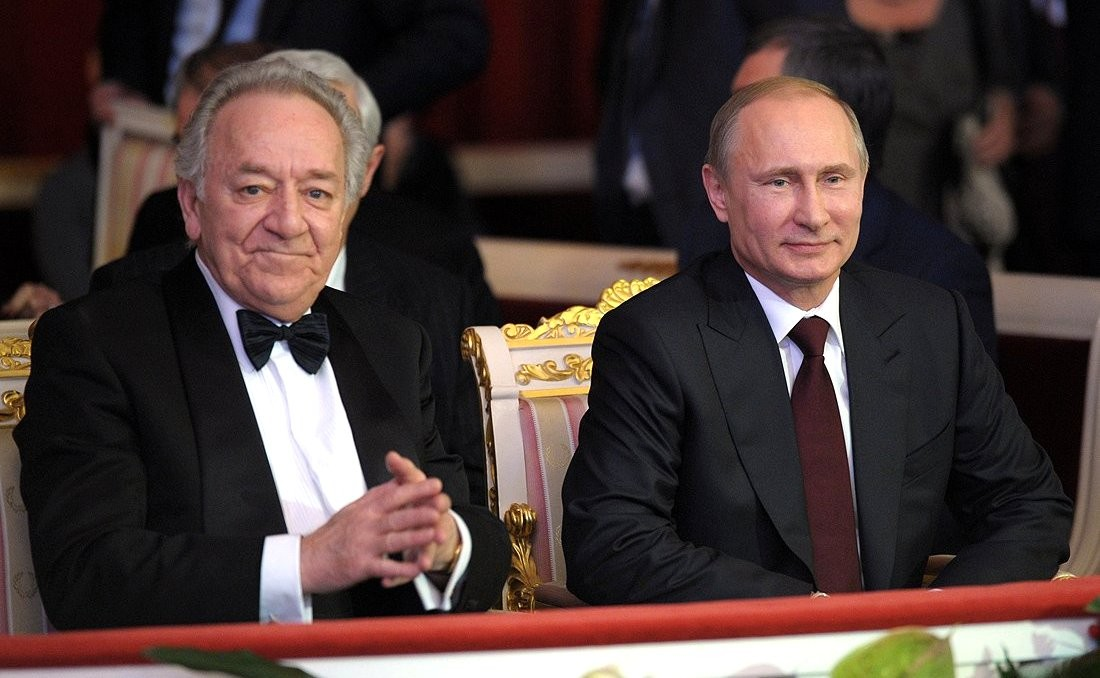
유리 테미르카노프와 블라디미르 푸틴이 지휘자 75주년 기념 갈라 콘서트에서 (2013년 12월 14일)
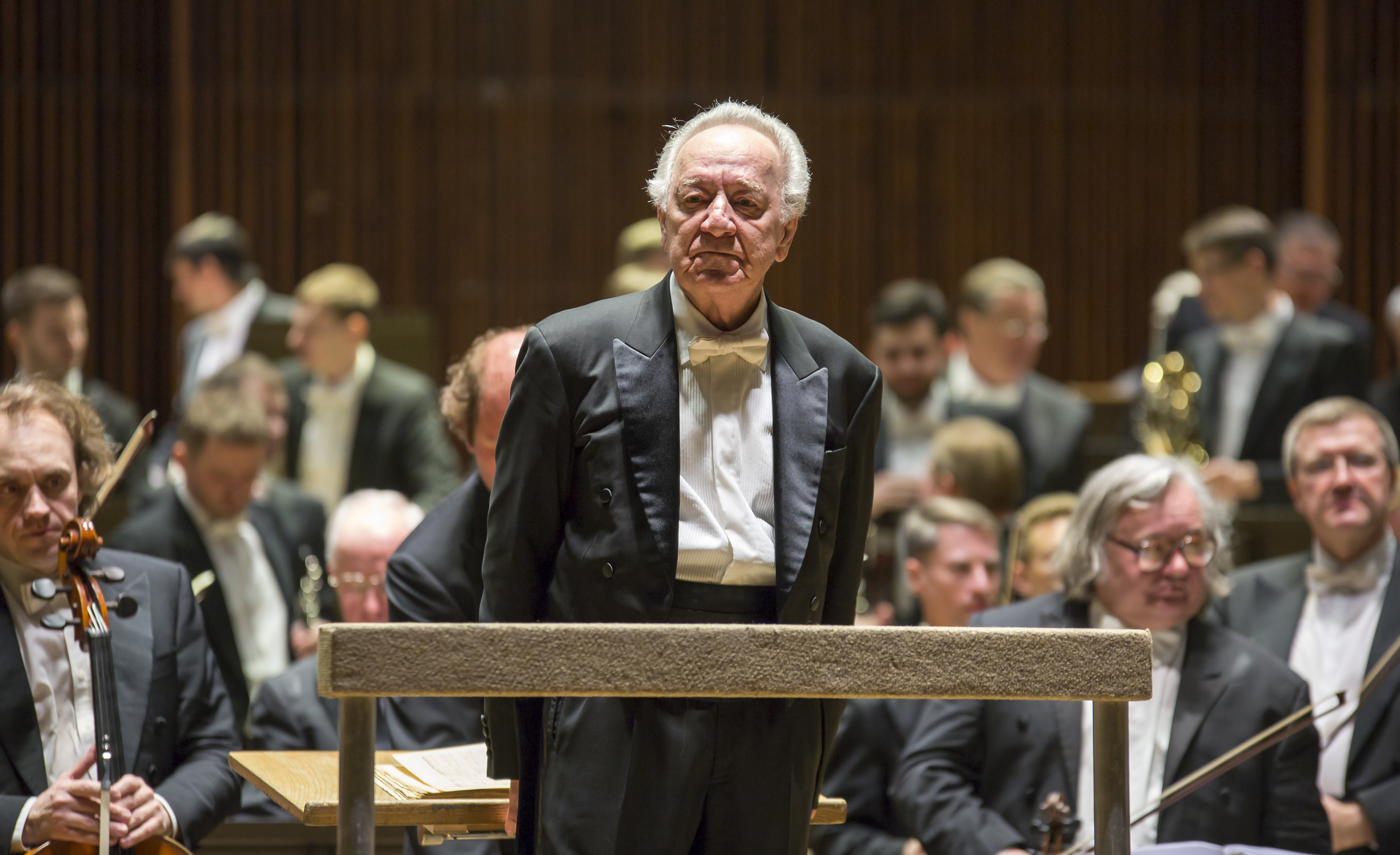
이스라엘에서 공연 (2018년)
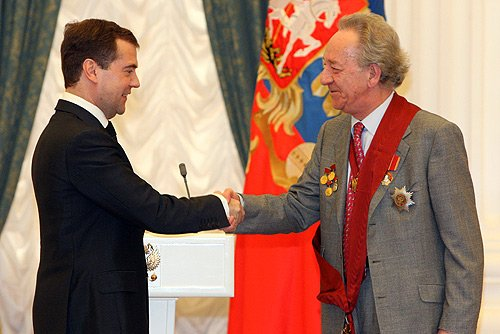
조국공헌훈장 1급 수상 (2009년)
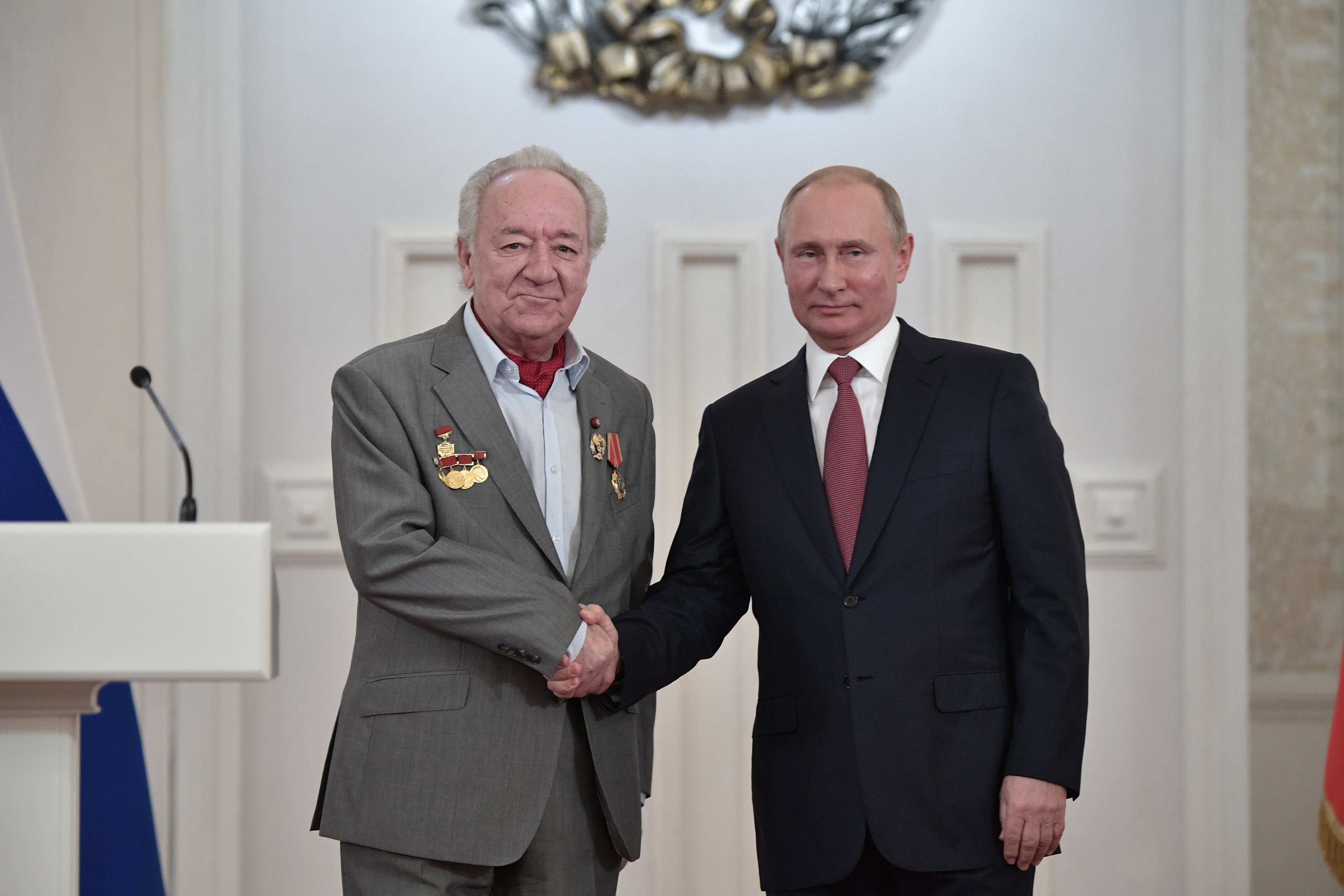
러시아 연방 국립상 시상식 (2018년 6월 12일)